# Herb Saint Saviour
Herb Saint Saviour – symbol heraldyczny Saint Saviour, jednego z 12 okręgów administracyjnych (zwanych parish-ami), znajdującego się na wyspie Jersey, jednej z Wysp Normandzkich.
Przedstawia na tarczy w polu czerwonym pośrodku złotego wieńca z cierni trzy złote gwoździe.
Herb przyjęty został w 1921 lub 1923 roku. 
Symbolika herbu nawiązuje do Męki Pańskiej, czyli do męki Zbawiciela od którego wzięło się wezwanie kościoła w Saint Saviour (Saint Saviour Church - Kościół Zbawiciela). 
Wizerunek herbu Saint Saviour widnieje na okolicznościowych monetach o nominale jednego funta Jersey.